# ديف بيردسال
ديف بيردسال (بالإنجليزية: Dave Birdsall)‏ هو لاعب كرة قاعدة أمريكي، ولد في 16 يوليو 1838، وتوفي في 30 ديسمبر 1896.

## وصلات خارجية
- ديف بيردسال على موقعبيزبول رفرنس.كوم (الدوري الرئيسي) (الإنجليزية)
- ديف بيردسال على موقع جمعية أبحاث البيسبول الأمريكية (الإنجليزية)